# Fritz Redenbacher
Fritz Redenbacher (* 8. September 1900 in Burghausen; † 9. April 1986) war ein deutscher Philologe und Bibliothekar.

## Leben
Redenbacher war der Sohn des evangelischen Vikars und späteren Gymnasialprofessors Markus Redenbacher. Er besuchte Schulen in Augsburg und München. Ende des Ersten Weltkriegs leistete er seinen Militärdienst ab und war zeitweise auch selbst im Feld. Nach Kriegsende begann er ein Studium der Romanischen und Englischen Philologie sowie der Musik- und Bibliothekswissenschaft in München und legte 1923 das Erste, 1925 dann das Zweite Examen für das höhere Lehramt ab.
1926 trat Redenbacher in den Bibliotheksdienst ein. Seine erste reguläre Stelle erhielt er im März 1929 an der Staats- und Stadtbibliothek in Augsburg. Wenige Monate später wechselte er dann an die Universitätsbibliothek Erlangen. Da er nicht in die NSDAP eintrat, blieb ihm die Beförderung in der Bibliothek zunächst verwehrt. Im Zweiten Weltkrieg wurde Redenbacher zunächst als Sanitätsgefreiter zum Militär eingezogen, später diente er als Fachkraft und Ausbilder bei der Deutschen Heeresbücherei in Berlin.
Wieder an die UB Erlangen zurückgekehrt, wurde er 1946 zum Staatsoberbibliothekar befördert, 1948 wurde er dann Direktor der UB Erlangen. Obwohl die Bibliothek im Zweiten Weltkrieg nahezu von Zerstörungen verschont geblieben war, musste Redenbacher doch zahlreiche Lücken im Bestand schließen, die in der NS-Zeit entstanden waren, insbesondere bei ausländischem Schrifttum. Weiterhin entstand unter seiner Leitung eine neue Katalogordnung für den alphabetischen und für den Schlagwortkatalog. Redenbacher hatte daneben einen Lehrauftrag für Bibliothekswissenschaft an der Universität Erlangen inne und wurde 1952 zum Honorarprofessor ernannt. 1955 gab er ein Memorandum zur Notlage der UB Erlangen heraus, auf dem Höhepunkt der Personalnot schloss er 1958 die Bibliothek für Benutzer. 1962 bestellte ihn der VDB zum Sachverständigen in Erwerbungsfragen. Redenbacher erreichte für die UB Erlangen, dass sie die DFG-Sondersammelgebiete Philosophie, Psychologie und Pädagogik bekam. Für den Ergänzungsbau der Hauptbibliothek konnte Redenbacher das Raumprogramm entwerfen.

## Auszeichnungen
- Ehrenring der Stadt Erlangen
- Bundesverdienstkreuz

## Veröffentlichungen (Auswahl)
Hannelore Petz-Gebauer: Bibliographie Fritz Redenbacher. In: Aus der Arbeit des Bibliothekars: Aufsätze und Abhandlungen; Fritz Redenbacher zum 60. Geburtstag dargebracht. Universitätsbibliothek, Erlangen 1960 (Schriften der Universitäts-Bibliothek Erlangen; 4), S. 203–207.
- Die Novellistik der französischen Hochrenaissance. In: Zeitschrift für französische Sprache und Literatur, Jg. 26 (1927), S. (zugl.: München, Univ., Diss., 1926 [1927])
- Platen-Bibliographie: zum 100. Jahrestag des Todes August von Platens. Universitätsbibliothek, Erlangen 1936 (3. Aufl.: Olms, Hildesheim 2001, ISBN 3-487-11348-1).
- (Hrsg.): Festschrift Eugen Stollreither: zum 75. Geburtstage gewidmet von Fachgenossen, Schülern, Freunden. Universitätsbibliothek, Erlangen 1950.
- Das Gebäude der Universitätsbibliothek Erlangen. In: Bibliothek, Bibliothekar, Bibliothekswissenschaft: Festschrift Joris Vorstius; zum 60. Geburtstag dargebracht. Harrassowitz, Leipzig 1954, S. 232–251.
- Die Notlage der Universitätsbibliothek Erlangen: eine Denkschrift, Erlangen 1955.
- Berüfsstand und Ausbildung der amerikanischen Bibliothekare. In: Zur Praxis der wissenschaftlichen Bibliotheken in den USA. Harrassowitz, Wiesbaden 1956 (Beiträge zum Buch- und Bibliothekswesen), S. 1–35.
- Die Universitäts-Bibliothek Erlangen in den Jahren 1948–1958: ein Bericht. Universitätsbibliothek, Erlangen 1959 (Schriften der Universitätsbibliothek Erlangen; 3).
- Die Erwerbung in: Georg Leyh (Hrsg.): Handbuch der Bibliothekswissenschaft, Bd. 2. Harrassowitz, Wiesbaden 1961, S. 113–241
- Einheit und regionale Gliederung im Bibliothekswesen der Deutschen Bundesrepublik: ein Beitrag zur Kulturgeographie. In: Jahrbuch für fränkische Landesforschung, Bd. 23 (1963), S. 295–314.
- Sandrarts "Teutsche Academie": Kunstgeschichte im Barockzeitalter. In: Jahrbuch für fränkische Landesforschung, Bd. 35 (1975), S. 309–323.